# Хадая, Элиас
Элиас Хадая (швед. Elias Hadaya; род. 31 августа 1998, Эскильстуна) — шведский и сирийский футболист, вратарь «Утсиктена».

## Клубная карьера
На молодёжном уровне выступал за «Вальста Сюрианска» «АФК Юнайтед». В январе 2017 года перешёл в «Ассириска Фёренинген». Первый матч в её составе провёл 27 октября в первом дивизионе против «Соллентуны». Параллельно также выступал за футзальный клуб «Мерста».
В марте 2019 года перешёл в «Левангер», выступавший в третьем по силе дивизионе Норвегии. В апреле 2021 года перешёл в «Кристиансунн». В его составе 8 августа дебютировал в чемпионате Норвегии в матче против «Викинга», появившись на поле в начале второго тайма. В первой половине 2022 года на правах аренды выступал за «Брюне».
В феврале 2023 года вернулся в Швецию, где присоединился к «Утсиктену», подписав контракт, рассчитанный на два года. 2 апреля в игре с «Шёвде» дебютировал за клуб в Суперэттане.

## Карьера в сборной
В марте 2024 года впервые был вызван в национальную сборную Сирии на матч отборочного турнира к чемпионату мира с Мьянмой.